# Andrew Peacock
Pour les articles homonymes, voir Peacock.
Andrew Sharp Peacock (né le 13 février 1939 à Melbourne (Victoria) et mort le 16 avril 2021 à Austin (Texas)[réf. nécessaire] est un homme politique libéral australien. 
Il a été ministre dans les gouvernements Gorton, McMahon et Fraser et a été chef fédéral du parti libéral australien entre 1983 et 1985 puis entre 1989 et 1990.

## Biographie
Andrew Peacock est né à Melbourne (Victoria). Il était le fils d'un riche directeur de société. Il fait ses études au Collège Scotch et à l'Université de Melbourne où il obtient son diplôme de droit. Il exerce le droit à Melbourne en faisant une avance rapide au sein du Parti libéral. Il devient président des Jeunes libéraux en 1962 et en 1963 il épouse Susan Rossiter, la fille du député libéral du Victoria, Sir John Frederick Rossiter et de Joan Stewart, qui était née en 1940. Ils ont eu trois filles, dont l'une est l'entraineur de chevaux Jane Chapple-Hyam. En 1965, il devient président du Parti libéral du Victoria.

### Carrière politique

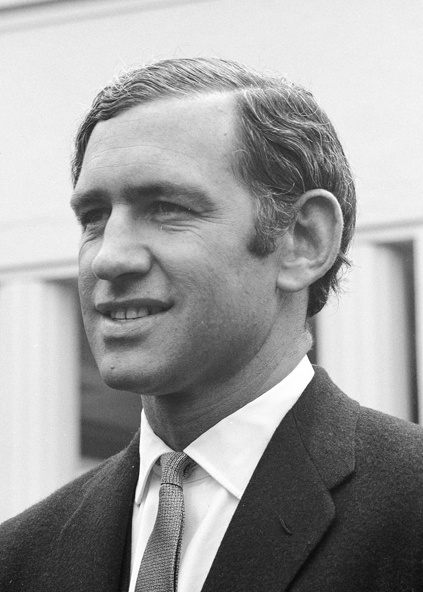
Andrew Peacock en 1969.

En 1966, Sir Robert Menzies prend sa retraite politique et Andrew Peacock lui succède comme député de Kooyong, dans la banlieue résidentielle de l'est de Melbourne. En 1969, il est nommé ministre des Armées et, à ce poste, joue un rôle mineur dans la chute du Premier ministre John Gorton en 1971. Il est alors le deuxième plus jeune ministre fédéral de l'histoire, après Charlie Frazer. En 1972, William McMahon en fait le ministre des Territoires, chargé de la possession coloniale de l'Australie, la Papouasie-Nouvelle-Guinée, où il est responsable de l'amener à l'indépendance.
Lorsque les libéraux passent dans l'opposition en décembre 1972, Andrew Peacock devient un des principaux membres de l'opposition. Modéré au sein du parti il soutient le nouveau leader, Billy Snedden. Lorsque Snedden perd les élections de 1974, il commence à être considéré comme un successeur possible à la direction du parti, mais c'est Malcolm Fraser, qui a pris l'initiative de déposer Snedden en 1975, qui lui succède. Fraser nomme Andrew Peacock ministre fantôme des Affaires étrangères, et quand les libéraux arrivent au pouvoir en décembre 1975 Peacock devient ministre des Affaires étrangères, à l'âge de 36 ans.
Ministre des Affaires étrangères jusqu'en 1980, il acquiert une réputation de play-boy international, notamment à travers sa relation très médiatisée avec Shirley MacLaine (son mariage s'était, à cette époque, terminé par un divorce). Il a un certain nombre de litiges acrimonieux avec Fraser, en particulier sur la reconnaissance du régime des Khmers rouges au Cambodge. Après les élections de 1980, il demande un changement de portefeuille, et Fraser en fait le ministre de l'Industrie. En avril 1981, il annonce soudainement sa démission, accusant Fraser d'ingérence constante dans son portefeuille. Fraser organise une réunion du parti et défait Peacock pour le leadership du parti.
En novembre 1982, lorsque Phillip Lynch quitte la politique, John Howard lui succède comme chef adjoint du parti et Peacock revient au gouvernement comme ministre de l'Industrie et du Commerce.